# Az utolsó ember a Földön epizódjainak listája
Ez a cikk Az utolsó ember a Földön című sorozat epizódjait tartalmazza.

## Évados áttekintés
| Évad | Évad | Részek száma | Részek száma | Eredeti sugárzás     | Eredeti sugárzás | Eredeti adó | Magyar sugárzás      | Magyar sugárzás      | Magyar adó     |
| Évad | Évad | Részek száma | Részek száma | Évadbemutató         | Évadzáró         | Eredeti adó | Évadbemutató         | Évadzáró             | Magyar adó     |
| ---- | ---- | ------------ | ------------ | -------------------- | ---------------- | ----------- | -------------------- | -------------------- | -------------- |
|      | 1.   | 13           | 13           | 2015. március 1.     | 2015. május. 3   | Fox         | 2018. szeptember 19. | 2018. szeptember 28. | Comedy Central |
|      | 2.   | 18           | 18           | 2015. szeptember 27. | 2016. május 15.  | Fox         | 2018. szeptember 28. | 2018. október 13.    | Comedy Central |
|      | 3.   | 18           | 18           | 2016. szeptember 25. | 2017. május 7    | Fox         | 2018. október 13.    | 2018. október 31.    | Comedy Central |
|      | 4.   | 18           | 18           | 2017. október 1.     | 2018. május 6.   | Fox         | 2018. október 31.    | 2019. január 5.      | Comedy Central |

## 1. évad (2015)
| Sor. | Év. | Cím                            | Rendező                         | Író                         | Premier                                | Nézettség   |
| ---- | --- | ------------------------------ | ------------------------------- | --------------------------- | -------------------------------------- | ----------- |
| 1.   | 1.  | Alive in Tucson                | Phil Lord és Christopher Miller | Will Forte                  | 2015. március 1. 2018. szeptember 19.  | 5,75 millió |
| 2.   | 2.  | The Elephant in the Room       | Phil Lord és Christopher Miller | Andy Bobrow                 | 2015. március 1. 2018. szeptember 19.  | 5,75 millió |
| 3.   | 3.  | Raisin Balls and Wedding Bells | Jason Woliner                   | Emily Spivey                | 2015. március 8. 2018. szeptember 20.  | 4,35 millió |
| 4.   | 4.  | Sweet Melissa                  | Phil Traill                     | Liz Cackowski               | 2015. március 15. 2018. szeptember 20. | 3,76 millió |
| 5.   | 5.  | Dunk the Skunk                 | John Solomon                    | John Solomon                | 2015. március 22. 2018. szeptember 21. | 4,55 millió |
| 6.   | 6.  | Some Friggin' Fat Dude         | Michael Patrick Jann            | Tim McAuliffe               | 2015. március 22. 2018. szeptember 21. | 4,42 millió |
| 7.   | 7.  | She Drives Me Crazy            | Peter Atencio                   | David Noel                  | 2015. március 29. 2018. szeptember 22. | 3,40 millió |
| 8.   | 8.  | Mooovin' In                    | Claire Scanlon                  | Liz Cackowski               | 2015. március 29. 2018. szeptember 22. | 3,33 millió |
| 9.   | 9.  | The Do-Over                    | John Solomon                    | Tim McAuliffe               | 2015. április 12. 2018. szeptember 26. | 3,22 millió |
| 10.  | 10. | Pranks for Nothin'             | Chris Koch                      | Emily Spivey                | 2015. április 12. 2018. szeptember 26. | 3,37 millió |
| 11.  | 11. | Moved to Tampa                 | Jason Woliner                   | Erik Durbin                 | 2015. április 19. 2018. szeptember 27. | 3,41 millió |
| 12.  | 12. | The Tandyman Can               | Claire Scanlon                  | Matt Marshall               | 2015. április 26. 2018. szeptember 27. | 3,29 millió |
| 13.  | 13. | Screw the Moon                 | John Solomon                    | Erik Durbin és John Solomon | 2015. május 3. 2018. szeptember 28.    | 3,51 millió |

## 2. évad (2015-2016)
| Sor. | Év. | Cím                                | Rendező                       | Író                                  | Premier                                   | Nézettség   |
| ---- | --- | ---------------------------------- | ----------------------------- | ------------------------------------ | ----------------------------------------- | ----------- |
| 14.  | 1.  | Is There Anybody Out There?        | John Solomon                  | David Noel és John Solomon           | 2015. szeptember 27. 2018. szeptember 28. | 3,14 millió |
| 15.  | 2.  | The Boo                            | Jason Woliner                 | Andy Bobrow                          | 2015. október 4. 2018. szeptember 29.     | 3,30 millió |
| 16.  | 3.  | Dead Man Walking                   | John Solomon                  | Erik Durbin                          | 2015. október 11. 2018. szeptember 29.    | 2,70 millió |
| 17.  | 4.  | C to the T                         | Matt Villines és Oz Rodriguez | Emily Spivey                         | 2015. október 18. 2018. október 3.        | 2,29 millió |
| 18.  | 5.  | Crickets                           | Jason Woliner                 | Tim McAuliffe                        | 2015. október 25. 2018. október 3.        | 3,36 millió |
| 19.  | 6.  | A Real Live Wire                   | Jason Woliner                 | Erica Rivinoja                       | 2015. november 8. 2018. október 4.        | 2,57 millió |
| 20.  | 7.  | Baby Steps                         | John Solomon                  | Matt Marshall                        | 2015. november 15. 2018. október 4.       | 2,84 millió |
| 21.  | 8.  | No Bull                            | Payman Benz                   | Liz Cackowski                        | 2015. november 22. 2018. október 5.       | 3,27 millió |
| 22.  | 9.  | Secret Santa                       | Nick Jasenovec                | Kira Kalush                          | 2015. december 6. 2018. október 5.        | 3,58 millió |
| 23.  | 10. | Silent Night                       | Jason Woliner                 | Tim McAuliffe                        | 2015. december 13. 2018. október 6.       | 3,16 millió |
| 24.  | 11. | Pitch Black                        | John Solomon                  | David Noel és John Solomon           | 2016. március 6. 2018. október 6.         | 2,72 millió |
| 25.  | 12. | Valhalla                           | Payman Benz                   | Erica Rivinoja                       | 2016. március 13. 2018. október 10.       | 2,56 millió |
| 26.  | 13. | Fish in the Dish                   | Jared Hess                    | Liz Cackowski                        | 2016. április 3. 2018. október 10.        | 2,11 millió |
| 27.  | 14. | Skidmark                           | Claire Scanlon                | Kira Kalush és Matt Marshall         | 2016. április 10. 2018. október 11.       | 2,70 millió |
| 28.  | 15. | Fourth Finger                      | Jason Woliner                 | Erik Durbin                          | 2016. április 17. 2018. október 11.       | 2,52 millió |
| 29.  | 16. | Falling Slowly                     | David Noel                    | David Noel és John Solomon           | 2016. április 24. 2018. október 12.       | 2,13 millió |
| 30.  | 17. | Smart and Stupid                   | Payman Benz                   | Emily Spivey                         | 2016. május 8. 2018. október 12.          | 2,21 millió |
| 31.  | 18. | 30 Years of Science Down the Tubes | John Solomon                  | Edward Voccola és Maxwell R. Kessler | 2016. május 15. 2018. október 13.         | 2,23 millió |

## 3. évad (2016-2017)
| Sor. | Év. | Cím                                         | Rendező       | Író                           | Premier                                | Nézettség   |
| ---- | --- | ------------------------------------------- | ------------- | ----------------------------- | -------------------------------------- | ----------- |
| 32.  | 1.  | General Breast Theme with Cobras            | John Solomon  | David Noel és John Solomon    | 2016. szeptember 25. 2018. október 13. | 2,23 millió |
| 33.  | 2.  | The Wild Guess Express                      | Peter Atencio | Andy Bobrow                   | 2016. október 2. 2018. október 17.     | 2,50 millió |
| 34.  | 3.  | You're All Going to Diet                    | Jason Woliner | Tim McAuliffe                 | 2016. október 16. 2018. október 17.    | 2,66 millió |
| 35.  | 4.  | Five Hoda Kobts                             | David Noel    | Emily Spivey                  | 2016. október 23. 2018. október 18.    | 2,14 millió |
| 36.  | 5.  | The Power of Power                          | Peter Atencio | Matt Marshall                 | 2016. november 6. 2018. október 18.    | 2,13 millió |
| 37.  | 6.  | The Open-Ended Nature of Unwitnessed Deaths | John Solomon  | Liz Cackowski                 | 2016. november 13. 2018. október 19.   | 2,64 millió |
| 38.  | 7.  | Mama's Hideaway                             | Payman Benz   | Kira Kalush                   | 2016. november 20. 2018. október 19.   | 2,04 millió |
| 39.  | 8.  | Whitney Houston, We Have a Problem          | David Noel    | Tim McAuliffe és David Noel   | 2016. december 4. 2018. október 20.    | 2,48 millió |
| 40.  | 9.  | If You're Happy and You Know It             | Jason Woliner | Erik Durbin és Will Forte     | 2016. december 11. 2018. október 20.   | 2,21 millió |
| 41.  | 10. | Got Milk?                                   | John Solomon  | Maxwell R. Kessler            | 2017. március 5. 2018. október 24.     | 2,19 millió |
| 42.  | 11. | The Spirit of St. Lewis                     | John Solomon  | Liz Cackowski és John Solomon | 2017. március 12. 2018. október 24.    | 2,04 millió |
| 43.  | 12. | Hair of the Dog                             | Payman Benz   | Edward Voccola                | 2017. március 19. 2018. október 25.    | 1,97 millió |
| 44.  | 13. | Find This Thing We Need To                  | Steve Day     | Erik Durbin és Tim McAuliffe  | 2017. március 26. 2018. október 25.    | 1,97 millió |
| 45.  | 14. | Point Person Knows Best                     | Maggie Carey  | Jeff Vanderkruik              | 2017. április 2. 2018. október 26.     | 1,74 millió |
| 46.  | 15. | Name 20 Picnics... Now!                     | David Noel    | Matt Marshall                 | 2017. április 23. 2018. október 26.    | 1,73 millió |
| 47.  | 16. | The Big Day                                 | Nisha Ganatra | Erica Rivinoja                | 2017. április 30. 2018. október 27.    | 1,96 millió |
| 48.  | 17. | When the Going Gets Tough                   | Payman Benz   | Tim McAuliffe                 | 2017. május 7. 2018. október 27.       | 1,80 millió |
| 49.  | 18. | Nature's Horchata                           | David Noel    | Kira Kalush                   | 2017. május 7. 2018. október 31.       | 1,80 millió |

## 4. évad (2017-2018)
| Sor. | Év. | Cím                        | Rendező         | Író                            | Premier                               | Nézettség   |
| ---- | --- | -------------------------- | --------------- | ------------------------------ | ------------------------------------- | ----------- |
| 50.  | 1.  | M.U.B.A.R.                 | John Solomon    | Rich Blomquist és John Solomon | 2017. október 1. 2018. október 31.    | 2,28 millió |
| 51.  | 2.  | Stocko Syndome             | David Noel      | Megan Ganz és Tim McAuliffe    | 2017. október 8. 2018. december 14.   | 2,23 millió |
| 52.  | 3.  | Skeleton Crew              | John Solomon    | Kassia Miller                  | 2017. október 15. 2018. december 15.  | 1,96 millió |
| 53.  | 4.  | Wisconsin                  | Jennifer Arnold | Matt Marshall                  | 2017. október 22. 2018. december 15.  | 1,96 millió |
| 54.  | 5.  | La Abuela                  | David Noel      | Kira Kalush                    | 2017. november 5. 2018. december 16.  | 1,94 millió |
| 55.  | 6.  | Double Cheeseburger        | Lucia Aniello   | Emma Rathbone                  | 2017. november 12. 2018. december 16. | 2,18 millió |
| 56.  | 7.  | Gender Friender            | Kristen Schaal  | Rich Blomquist                 | 2017. november 19. 2018. december 20. | 1,62 millió |
| 57.  | 8.  | Not Appropriate for Miners | Jared Hess      | Arielle Diaz és Megan Ganz     | 2017. december 3. 2018. december 20.  | 1,90 millió |
| 58.  | 9.  | Karl                       | Jason Woliner   | Kassia Miller                  | 2018. január 7. 2018. december 21.    | 2,96 millió |
| 59.  | 10. | Paint Misbehavin'          | Payman Benz     | Matt Marshall                  | 2018. január 14. 2018. december 21.   | 3,35 millió |
| 60.  | 11. | Hamilton/Berg              | David Noel      | Kira Kalush                    | 2018. március 18. 2018. december 22.  | 1,60 millió |
| 61.  | 12. | Señor Clean                | Maggie Carey    | Maxwell R. Kessler             | 2018. március 25. 2018. december 22.  | 1,61 millió |
| 62.  | 13. | Release the Hounds         | Steve Day       | Megan Ganz                     | 2018. április 1. 2019. január 3.      | 1,37 millió |
| 63.  | 14. | Special Delivery           | Jason Woliner   | Emma Rathbone                  | 2018. április 8. 2019. január 3.      | 1,51 millió |
| 64.  | 15. | Designated Survivors       | Payman Benz     | Edward Voccola                 | 2018. április 15. 2019. január 4.     | 1,36 millió |
| 65.  | 16. | The Blob                   | Jason Woliner   | Erik Durbin és Sarah K. Moss   | 2018. április 22. 2019. január 4.     | 1,54 millió |
| 66.  | 17. | Barbara Ann                | David Noel      | Tim McAuliffe és David Noel    | 2018. április 29. 2019. január 5.     | 1,77 millió |
| 67.  | 18. | Cancun, Baby!              | Nisha Ganatra   | Rich Blomquist és John Solomon | 2018. május 6. 2019. január 5.        | 1,66 millió |